# (34857) 2001 TB36
2001 TB36 (asteroide 34857) é um asteroide da cintura principal. Possui uma excentricidade de 0.13830190 e uma inclinação de 9.25156º.
Este asteroide foi descoberto no dia 14 de outubro de 2001 por LINEAR em Socorro.